# سن جرج (کارولینای جنوبی)
سن جرج(به انگلیسی: St. George) شهری در ایالت کارولینای جنوبی کشور ایالات متحده آمریکا است که جمعیت آن در سرشماری سال ۲۰۱۰ میلادی، ۲٬۰۸۴ نفر بوده‌است.